# Deguelia
Deguelia es un género de plantas con flores  perteneciente a la familia Fabaceae. Comprende 75 especies descritas y de estas, solo 13 aceptadas.

## Taxonomía
El género fue descrito por Jean Baptiste Christophore Fusée Aublet y publicado en Histoire des Plantes de la Guiane Françoise 2: 750, pl. 300. 1775. La especie tipo es: Deguelia scandens Aubl.

## Especies aceptadas
A continuación se brinda un listado de las especies del género Deguelia aceptadas hasta agosto de 2014, ordenadas alfabéticamente. Para cada una se indica el nombre binomial seguido del autor, abreviado según las convenciones y usos.
- Deguelia alata M. Sousa
- Deguelia amoena (Benth.) Taub.
- Deguelia brachyptera (Baker) Taub.
- Deguelia densiflora (Benth.) A.M.G. Azevedo ex M. Sousa
- Deguelia duckeana A.M.G. Azevedo
- Deguelia elegans (Graham ex Benth. in Miq.) Taub.
- Deguelia glaucifolia A.M.G. Azevedo
- Deguelia hatschbachii A.M.G. Azevedo
- Deguelia heyneana (Benth.) Taub.
- Deguelia longifolia (Benth.) Taub.
- Deguelia macrophylla (Benth.) Taub.
- Deguelia platyptera (Baker) Taub.
- Deguelia rariflora (Benth.) A.M.G.Azevedo
- Deguelia scandens Aubl.
- Deguelia spruceana (Benth.) A.M.G.Azevedo
- Deguelia subavenis (Miq.) Taub.
- Deguelia sumatrana (Miq.) Taub.
- Deguelia utilis (A.C. Sm.) A.M.G. Azevedo